# ФК Шумадинац Брзан
ФК Шумадинац је фудбалски клуб из Брзана, Општина Баточина, основан 1938. године. Тренутно се не такмичи.
Боја клуба је жуто-плава. Стадион прима око 500 гледалаца.

## Историја
У сезони 2009/10. Шумадинац је заузео прво место у Шумадијској окружној лиги и пласирао се у Зону Дунав. У првој сезони у Зони Дунав Шумадинац је освојио седмо место. Сезона 2011/12. је била најуспешнија у историји клуба, јер је освојено пето место. Следеће нису успели да понове резултат, али су поново били у горњем делу табеле, јер су освојили 7. место.
Сезона 2013/14 је најлошија од кад се такмиче у Зони Дунав, јер су заузели 12. место и тек у последњем колу успели да обезбеде опстанак. Следеће сезоне заузели су 15. место и после пет сезона испалу у Шумадијску лигу где се у првој сезони заузели 5. место. У сезони 2016/17 након првох дела првенства напустили су такмичење и данас се не такмиче.

## Новији резултати
| Сезона     | Ранг | Лига                         | Позиција | ИГ | Д  | Н | П  | ГД | ГП | ГР  | Бод |
| ---------- | ---- | ---------------------------- | -------- | -- | -- | - | -- | -- | -- | --- | --- |
| 2008/09.   | 5    | Шумадијска окружна лига      | 5.       | 30 | 12 | 8 | 10 | 52 | 42 | +10 | 44  |
| 2009/10.   | 5    | Шумадијска окружна лига      | 1.       | 30 | 22 | 5 | 3  | 72 | 54 | +18 | 71  |
| 2010/11.   | 4    | Зона Дунав                   | 7.       | 30 | 12 | 6 | 12 | 43 | 49 | -6  | 42  |
| 2011/12.   | 4    | Зона Дунав                   | 5.       | 30 | 15 | 5 | 10 | 50 | 33 | +17 | 50  |
| 2012/13.   | 4    | Зона Дунав                   | 7.       | 28 | 12 | 3 | 13 | 36 | 32 | +4  | 39  |
| 2013/14.   | 4    | Зона Дунав                   | 12.      | 30 | 12 | 5 | 13 | 42 | 38 | +4  | 40  |
| 2014/15.   | 4    | Зона Дунав                   | 15.      | 30 | 10 | 4 | 16 | 43 | 60 | -17 | 34  |
| 2015/16.   | 5    | Шумадијска окружна лига      | 5.       | 30 | 15 | 3 | 12 | 51 | 46 | +5  | 46  |
| 2016/17.   | 5    | Шумадијска окружна лига      | —1       | –  | –  | – | –  | –  | –  | –   | –   |
| 2017-2019. | -    | Није се такмичио             | -        | -  | -  | - | -  | -  | -  | -   | -   |
| 2019/20.   | 7    | Општинска лига Рача-Баточина | 2.       | 52 | 3  | 0 | 2  | 12 | 7  | +5  | 9   |

- 1  Након одигране полусезоне Шумадинац је напустио такмичење а бодови су им избрисани
- 2  Сезона прекинута након полусезоне због пандемије Корона вируса